# Rudolf (priimek)
Rudolf je priimek v Sloveniji in tujini. Po podatkih Statističnega urada Republike Slovenije je na dan 1. januarja 2011 v Slovenjiji uporabljalo ta priimek 834 oseb.  

## Znani slovenski nosilci priimka
- Andrej Rudolf -TLC (the Lucky CUPIDS), pevec, kitarist, glasbenik
- Branko Rudolf (1904—1987), esejist, filozof, kritik, pedagog, pesnik in pisatelj
- Dušan Rudolf (1896—1982), montanist, šolnik (Zagreb)
- Franček Rudolf (*1944), književnik, scenarist, filmski režiser, kritik in publicist
- Gašper Rudolf (1930—2024), duhovnik, 1. župnik v Novi Gorici
- Grega Rudolf - Ruda, športnik tekvondist in kikboksar
- Ivan Rudolf (1821—po? 1863?), jamar, inž. rudarstva
- Ivan Rudolf (1855—1942), odvetnik, narodni buditelj v Slovenskih Konjicah
- Ivan Rudolf (1898—1962), narodni delavec, prof., časnikar, politik
- Ivan Rudolf (1913—2006), šolnik, klasični filolog (Mb)
- Ivo I. Rudolf (1893—1962), zdravnik v Slovenskih Konjicah, pesnik
- Janko Rudolf (1898—1968), elektrotehnik
- Janko Rudolf (1914—1997), partizan prvoborec, narodni heroj, politik
- Matevž Rudolf (*1980), sociolog kulture, cineast, založnik (FF)
- Mojca Rudolf (*1966), pisateljica
- Neva Rudolf (1934—2014), pesnica, literatka
- Rebeka Rudolf, kovinski materiali
- Saša (Aleksander) Rudolf (1938—2020), novinar, urednik, publicist in zamejski delavec
- Vida Rudolf (1900—1993), književnica in glasbenica
- Vida Rudolf (1922—2020), pedagoginja, šolnica, socialna političarka
- Vladimir Rudolf (1894—1933), kemik
- Zlat(k)o Rudolf (*1952), kipar
- Zvonimir Rudolf (1949—2023), zdravnik onkolog, prof. MF
- Žan Rudolf (*1993), atlet

## Znani tuji nosilci priimka
- Davorin Rudolf (*1934), hrvaški profesor za mednarodno pravo in akademik (slov. rodu)
- Paul Rudolf (1892—?), švicarski veslač